# PDF
PDF (от английски: Portable Document Format – преносим формат за документи) е отворен стандарт за обмен на документи. Файловият формат, създаден от Adobe Systems през 1993 г., се използва за представяне на документи по един и същ начин, независимо от хардуера, операционната система, или приложния софтуер.
Всеки PDF файл съдържа пълно описание на фиксирания двумерен документ (с вградени тримерни елементи при Acrobat 3D), в което влизат текст, шрифтове, изображения, двумерни векторни и растерни графики, от които са съставени документите.
Първоначално частна собственост на Adobe, PDF официално е отдаден като отворен стандарт на 1 юли 2008 г. и публикуван от Международната организация по стандартизация под номер ISO 32000 – 1:2008.
Форматът PDF комбинира следните три технологии:
- Подмножество от програмния език за описание на страници PostScript, с което се генерират изгледът и графиките.
- Система за вграждане/замяна на шрифтове, която позволява използваните шрифтове да се комплектуват с документите.
- Система за структурирано съхранение на всички елементи в един-единствен файл, с приложение на техники за компресия на данните, където е необходимо.